# Bombus marussinus
Bombus marussinus là một loài Hymenoptera trong họ Apidae. Loài này được Skorikov mô tả khoa học năm 1910.